# Хагеланд
Хагеланд (нидерл. Hageland) — природный регион в восточной части Лёвенского округа (бельгийская провинция Фламандский Брабант), небольшой участок также заходит в соседнюю провинцию Лимбург. 
Хагеланд расположен на некотором удалении от столицы страны — города Брюсселя, а потому он отличается спокойствием и неторопливостью. Включает в себя территорию 22 коммун, крупнейшие из которых — Ассе, Аффлигем, Гримберген и другие. По периметру расположены небольшие города: Лёвен, Арсхот, Дист и Тинен (Тирлемон). Hа юге его ограничивает холмистая местность Пелленберг, на юго-востоке — река Велп.

## Природа
Хагеланд известен своими долинами, на дне которых текут небольшие ручьи. Лесов мало, по склонам долин расположены в основном фермерские хозяйства. Местами сохраняются исторические здания Имеются велосипедные маршруты. 